# Wettswil am Albis
Wettswil am Albis (do 1976 Wettswil) – miejscowość i gmina (Politische Gemeinde) w północnej Szwajcarii, w kantonie Zurych, w okręgu (Bezirk) Affoltern. Leży w paśmie górskim Albis.

## Demografia
W Wettswil am Albis mieszkają 5282 osoby. W 2021 roku 16,2% populacji gminy stanowiły osoby urodzone poza Szwajcarią.

## Transport
Przez teren gminy przebiega autostrada A3.